# Khalid Khannouchi
Khalid Khannouchi (em árabe: خالد خنّوشي; Meknes, 12 de setembro de 1971) é um fundista norte-americano nascido no Marrocos, ex-recordista mundial da maratona.
Competiu pelo Marrocos durante parte da vida adulta mas em 1992 desentendeu-se com a Federação Marroquina de Atletismo por conta das despesas necessárias para seu treinamento e mudou-se para Nova York com três outros atletas marroquinos. Em 1997, ele estreou em maratonas vencendo a Maratona de Chicago com 2:07:10, na época o tempo mais rápido do mundo para um novato na distância e o 4º de todos os tempos. Ainda com cidadania marroquina, ele quebrou pela primeira vez o recorde mundial na mesma Maratona de Chicago de 1999 – 2:05:42 – diminuindo em 23s o então recorde do brasileiro Ronaldo da Costa estabelecida um ano antes em  Berlim. Após esta vitória, Khannouchi deu entrada em seus papéis para obter a cidadania americana e disputar os Jogos de Sydney 2000 por este país, mas apesar de ajuda de congressistas não conseguiu a cidadania a tempo de disputar a prova seletiva americana, ficando fora dos Jogos. Em 2002, já cidadão norte-americano, quebrou novamente seu próprio recorde mundial, marcando 2:05:38 na Maratona de Londres.
A partir daí uma série de contusões minaram seu desempenho de alto nível e Khannouchi passou a disputar menos provas e a conseguir resultados menos expressivos. Nunca participou dos Jogos Olímpicos. Em 2007 tentou a classificação para Pequim 2008 mas terminou a seletiva em 4º lugar – no sistema do atletismo norte-americano, apenas os três primeiros colocados nas seletivas de cada modalidade vão aos Jogos, independente de seu currículo atlético e marcas anteriores.
Ele foi casado com Sandra Inoa, que atuava como sua agente e técnica, da qual se divorciou em 2010 . Khannouchi mantém até hoje o recorde nacional norte-americano para a maratona com seu tempo de Londres em 2002. A marca de 2:04:58 conseguida por Ryan Hall na Maratona de Boston de 2011 não é reconhecida pela USATF nem pela IAAF, já que os tempos em Boston não são atualmente considerados para recordes oficiais.